# Еврейское богоубийство

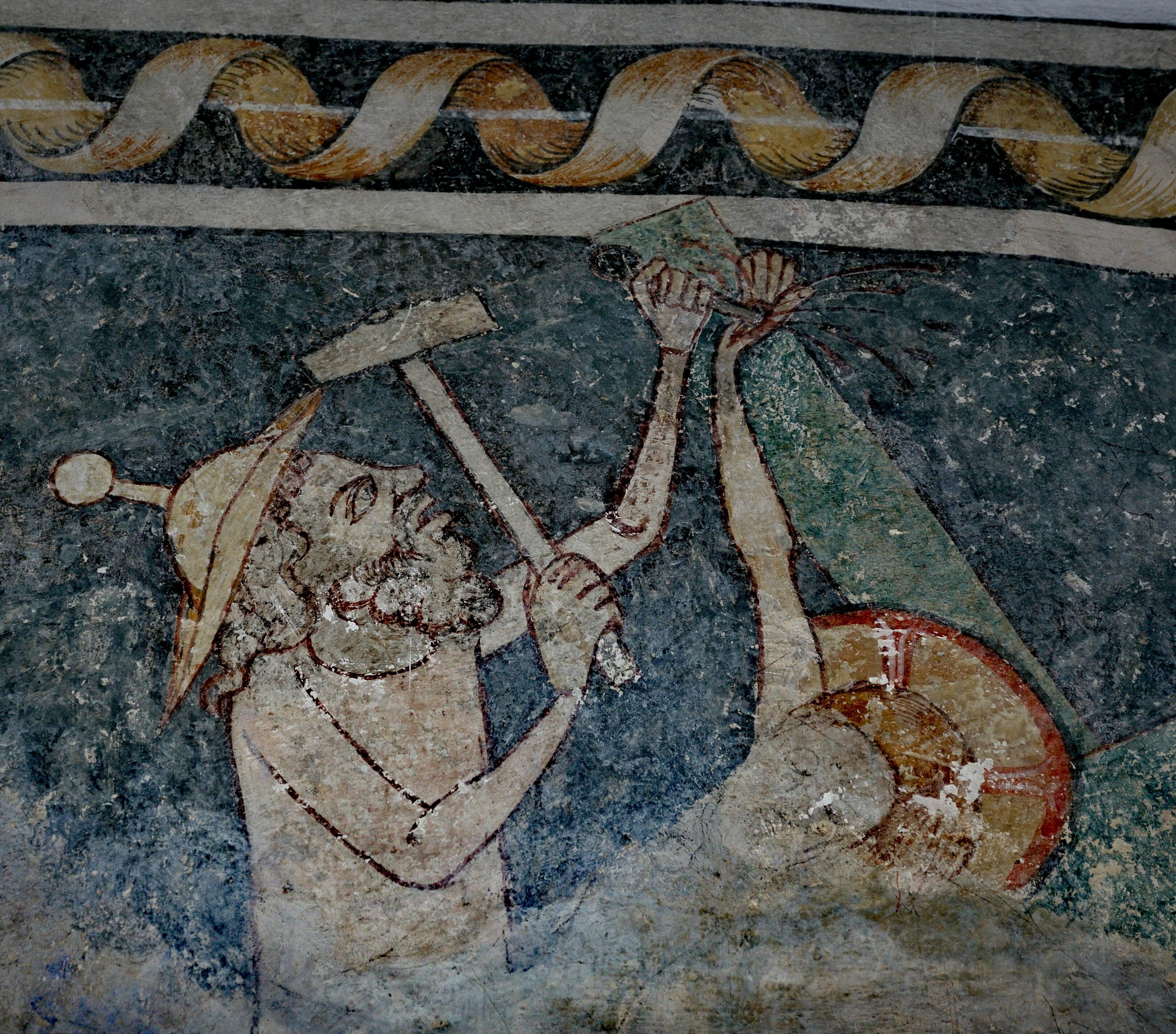
Еврей в средневековой «еврейской шапке» распинает Иисуса, настенная роспись XIV века, церковь в Ландау-ин-дер-Пфальц

Еврейское богоубийство (лат. deicide, христоубийство) — христианская религиозная концепция, согласно которой евреи предали смерти Иисуса Христа и как народ будут вечно нести коллективную ответственность за это деяние. Распятие Христа интерпретируется как убийство Бога. Основана в основном на отрывке из Библии, из Евангелия от Матфея 27:24, 25: «…весь народ сказал: кровь Его на нас и на детях наших» (так называемое кровавое проклятие). Кроме того, отрывки, приписывающие евреям ответственность за смерть Иисуса, можно найти во всех книгах Нового Завета.
Иисус был казнён римскими властями не по религиозным мотивам, а по политическому обвинению. Он объявил себя «царем Иудейским» (то есть Мессией), но по причине подчиненности Иудеи Римской империи это именование было воспринято как призыв к мятежу против римской власти. Точные обстоятельства ареста, суда, мучений и смерти Иисуса восстановить крайне трудно, поскольку сохранившиеся источники имеют сравнительно позднее происхождение, являются тенденциозными и носят отпечаток пристрастной позиции евангелистов, которые писали в период, когда христианство уже начало распространяться в Римской империи. Отсюда стремление евангельских текстов оправдывать римского прокуратора Понтия Пилата и приписать всю вину за смерть Иисуса исключительно евреям.
Концепция ответственности евреев за распятие Христа возникла в раннем христианстве, начиная с Юстина Мученика и Мелитона Сардийского (II век). Обвинение евреев в христоубийстве служит опорой для христианского антисемитизма. Благодаря религиозному авторитету Нового Завета идея этой ответственности стала первоисточником позднейшей христианской клеветы на иудаизм и богословского антисемитизма. Отрывок из Евангелия от Матфея используется как доказательство центральной роли евреев в распятии Иисуса, вечной ответственности всех евреев за это деяние и желательности продолжительных наказаний евреев со стороны христиан. Обвинение в богоубийстве используется в христианском богословии в качестве подтверждения «моральной испорченности» иудаизма. С точки зрения богословов, евангельский текст, согласно которому евреи заявляют, что кровь Христа на них и на их детях, является свидетельством того, что все евреи, оставшиеся евреями (иудеями), не просто виновны в богоубийстве, но признали свою вину, и вина ныне живущих евреев равна вине их предков. По этой логике каждый ныне живущий еврей может быть признан виновным. Хотя данная концепция и не была частью христианских догматов, многие христиане, в том числе представители духовенства, проповедовали, что еврейский народ коллективно виновен в смерти Иисуса.
На основе катехизиса, подготовленного Тридентским собором в середине XVI века, Католическая церковь проповедовала идею, что не только евреи, но всё грешное человечество несёт коллективную ответственность за смерть Иисуса. На Втором Ватиканском соборе (1962—1965) Католическая церковь во главе с папой Павлом VI издала декларацию «Nostra aetate» («В наше время»), в которой отвергалась идея коллективной вины евреев нескольких поколений за распятие Иисуса. Согласно декларации, в богоубийстве не могут быть повинны «все евреи без различия, жившие тогда, или современные евреи». Большинство других христианских церквей не имеет единой для данной церкви позиции по этому вопросу.
В народной среде как «справедливое возмездие» за распятие Христа может объясняться Холокост.

## Контекст
В контексте политических реалий Римской империи еврейские чиновники в данный период не обладали властью приговаривать кого-либо к распятию, однако литературные источники изображают еврейских чиновников в Иерусалиме как зачинщиков.
По мнению литературоведа Марка Гелбера, крик еврейской толпы: «Кровь Его на нас и на детях наших!» представляет собой традиционную формулу, согласно которой толпа принимает на себя ответственность за смерть, которую она требует. Фраза не относится к еврейскому народу и его будущим поколениям.
Гелбер писал, текст Евангелий имеет тенденцию преуменьшать ответственность Понтия Пилата за казнь Иисуса. Другими авторами также предполагалось, что евангельские рассказы преуменьшали роль римлян в смерти Иисуса в условиях, когда христианство стремилось получить признание в политеистическом римском мире.
В книге Неемии (Неем. 9:26) периода вавилонского пленения говорится о пророке Божьем, который будет отвергнут и убит своим народом. Отвержение и смерть — атрибуты, подчёркнутые в Страстях Христовых (Лк. 13:33), — таким образом, должны были восприниматься как признаки истинного пророка. Поскольку первые последователи Иисуса понимали его смерть как убийство пророка его народом, казнь от рук римлян представляла собой значительные трудности и не упоминалась в различных повествованиях. Этому начинанию способствовала еще одна историко-богословская интерпретация.
В соответствии с преобладавшим в древности мнением, Божьей карой за распятие Христа евреями стало разрушение Храма и самого Иерусалима в 70 году н. э. Само это наказание рассматривалось как указание на виновных. Отрывок из Евангелия от Матфея 27: 24-25 не имеет аналога в других Евангелиях, и некоторые учёные считают, что он, вероятно, связан с разрушением Иерусалима Ульрих Луз описывает этот текст как «редакционную беллетристику», созданную автором Евангелия от Матфея. Библеист Грэм Стэнтон, рассматривая текст как часть антиеврейской полемики Евангелия от Матфея, видит в нём основу более позднего христианского антисемитизма.
Многие учёные считают, что тексты Нового Завета следует рассматривать в контексте их интерпретации более поздними христианскими общинами.
Согласно Гелберу, первоначальный смысл отрывка был полемическим и был задуман прежде всего для оправдания Пилата как представителя римских властей, который изображён несчастной жертвой обстоятельств. Только ввиду более резких и уничижительных упоминаний о евреях в Евангелии от Иоанна, в Деяниях и других местах Нового Завета и других христианских писаний, а также вследствие отрыва Иисуса от его собственного еврейского происхождения и идентичности за пределами синоптических Евангелий — читателю предлагается увидеть в отрывке более определённое антиеврейское послание, чем предполагает сам текст.
Роберт Кисар считает, что принятое понимание является по большей части интерпретацией читающих текст. Евангелие от Иоанна использует термин греч. Ἰουδαῖοι, что означает «евреи» или «иудеи». Однако представление, что он относится ко всем евреям, часто оспаривается, и во многих английских переводах этот термин интерпретируется более конкретно как «еврейские лидеры».
Филип А. Каннингем писал, что кровавое проклятие — предупреждение автора Евангелия от Матфея своим еврейским читателям не следовать «слепым» фарисейским вождям своего поколения, а вместо этого следовать учению Иисуса. Каннингем отмечает, что в последние десятилетия I века многие евреи обвиняли друг друга в разрушении Храма и автор этого Евангелия был среди них. Однако его слова получили разрушительное значение в последующие века.

## Богословие

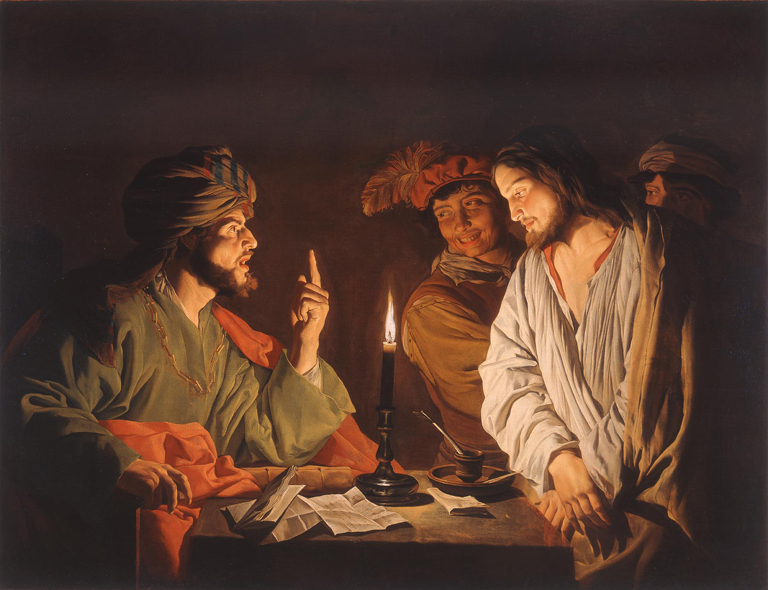
Христос перед Каиафой, Маттиас Стом, начало 1630-х годов

Антиеврейский потенциал Евангелий был катализирован в период патристики (примерно со II по VI век). Нееврейское христианство собрало различные элементы из Евангелий в целях обоснования антиеврейской теологии, называемой суперсессионизмом. Отцы церкви объединили негативные аспекты дебатов Иисуса против его еврейских современников с кровавым проклятием из Матфея и с коллективным использованием «иудеев» Евангелями от Луки и Иоанна, создав портрет евреев и иудаизма как деградировавших и даже демонических врагов христианства.
Идея, что вина евреев в распятии Христа доказывается разрушением Храма, господствовала в христианском богословии античного периода. Постепенно для христианского антииудаизма распятие Христа евреями стало аксиомой. Отрывок из Евангелия от Матфея 27:25 имел решающее значение для веры в эту идею, поскольку понимался как юридический акт коллективного самообвинения («кровь Его на нас и на детях наших»).
В средневековой христианской иконографии этот мотив обычно отражался в изображениях, на котором Иисуса распинают евреи, а не римские солдаты. С христологическим обожествлением Иисуса представление о евреях как об убийцах Христа стало эквивалентно представлению о них как об убийцах Бога. Обвинение впервые было открыто выдвинуто богословом святителем Мелитоном Сардийским (около 180 года). По-видимому, мотив получил такое распространение, что потребовалось собственное слово — др.-греч. θεοκτονία. Однако этот термин создал богословские трудности, которые привели к появлению другого слова: κυριοκτόνοι «убийцы Господа». Этот термин настолько часто использовался в полемической литературе, что стал синонимом евреев. Латинское слово deicidae было переводом с греческого и впервые появилось в комментарии Блаженного Августина к Псалму Пс. 65:1. Однако Августин отверг саму идею, поскольку она могло бы быть действительной только в том случае, если бы евреи знали, что Иисус был Сыном Божьим.
Хотя эта идея и не имела явного богословского обоснования, тем не менее она постоянно высказывалась в антиеврейской полемике. Зенон Веронский настойчиво использовал её, чтобы доказать «моральную испорченность» иудаизма. Иоанн Златоуст предостерегал иудействующих христиан от общения с убийцами Господа. Амвросий Медиоланский призывал светскую власть исполнить Божий суд над евреями. Особенно важной была идея, что вина евреев за распятие Христа передавалась по наследству. С точки зрения сторонников этой идеи, евангельский текст, согласно которому евреи заявляют, что кровь Христа на них и на их детях, являлся свидетельством того, что все евреи, оставшиеся евреями (иудеями), не просто виновны в богоубийстве, но признали свою вину, и вина ныне живущих евреев равна вине их предков. По этой логике, согласно Иерониму Стридонскому, каждый ныне живущий еврей может быть обвинен и признан виновным.

## Влияние концепции
Религиозная картина делегитимированного раввинского иудаизма запечатлелась в представлениях христианской Европы и способствовала маргинализации евреев в христианском мире.
Обвинения евреев в богоубийстве имело реальные последствия с момента появления этой идеи и до новейшего времени. Считается, что те, кто убил Господа, неспособны к нравственности; им можно приписать любое преступление; тот, кто поднимает руку на еврея, тем самым делает себя орудием Божьей кары. Низшее положение евреев в христианском обществе начиная с IV века оправдывалось их виной в величайшем преступлении.
Обвинение в христоубийстве продолжало процветать в изменившихся условиях Средневековья. Богоубийство служило оправданием преступлений, совершённых против евреев во время Первого крестового похода и в ходе локальных погромов. Представление о реальном присутствии Христа в гостии (хлебе для причастия) породили легенду об осквернении гостии евреями, согласно которой евреи похищают и мучают облатку, в результате чего из неё течёт кровь. Таким образом, как утверждали обвинители, евреи инсценируют Распятие Христа. В этом случае также утверждалось, что евреи сами подтверждают свою вину, поскольку, с точки зрения обвинителей, они знали, что Иисус присутствует в гостии и оскверняли её, чтобы повторить убийство Христа. Средневековая легенда о ритуальном убийстве также связана с обвинением в богоубийстве. Опираясь на представление, что евреи жаждут крови, укоренившееся в поздней античности, эта идея получила дальнейшее развитие в Средние века. По одному из вариантов, наказанием за распятие было то, что евреи страдали малокровием, которое стремились облегчить, выпив христианскую кровь.
Рассеяние евреев по миру, отсутствие у них своей земли, гонения на них со стороны других народов трактуются как результат Божьего проклятия, наказания за распятие евреями Христа в народных легендах. Из христианского представления о евреях как гонителях Христа появился мотив о «жидах» как врагах.
Современный расизм, сам по себе не имеющий религиозной основы, тем не менее, в своём базовом мировоззрении находился под влиянием религиозного мотива богоубийства. Светские расисты не обвиняли евреев в распятии Сына Божьего, но были уверены, что евреи хотели уничтожить «арийского человека». В нацистской Германии «немецкие христиане» в рамках своих расистских представлений рассматривали Иисуса как «арийца».
В народной среде Холокост может объясняться как «справедливое возмездие» за распятие Христа, при этом информанты неоднократно делали отсылку к соответствующему фрагменту Евангелия: «Кровь на нас и на детях наших».

### Евангелия от Матфея и от Иоанна
Согласно евангельским текстам, иудейские власти в римской Иудее обвинили Иисуса в богохульстве и добивались его казни, но не имели права предать Иисуса смерти (Иоанн 18:31), поэтому они привели Иисуса к Понтию Пилату, римскому правителю провинции (прокуратору Иудеи), который санкционировал казнь Иисуса (Иоанн 19:16).
Обоснованием обвинения евреев в богоубийстве сторонники этой идеи считают стихи Евангелия от Матфея 27: 24—25:

Пилат, видя, что ничто не помогает, но смятение увеличивается, взял воды и умыл руки перед народом, и сказал: невиновен я в крови Праведника Сего; смотрите вы. И, отвечая, весь народ сказал: кровь Его на нас и на детях наших.
— Мф. 27:24, 25
Этот отрывок используется в качестве доказательства центральной роли евреев в распятии Иисуса, вечной ответственности всех евреев за это деяние и желательности продолжительных наказаний евреев со стороны христиан.
Стих, который гласит: «И, отвечая, весь народ сказал: кровь Его на нас и на детях наших» также известен как кровавое проклятие. Библеист Эми-Джилл Левин утверждает, что этот отрывок причинил евреям больше страданий на протяжении всей истории, чем любой другой отрывок из Нового Завета.
Многие также указывают на Евангелие от Иоанна как на свидетельство еврейского богоубийства. Как пишет Сэмюэл Сэндмел, «Евангелие от Иоанна считается либо самым антисемитским, либо, по крайней мере, в наиболее заметном виде антисемитским из Евангелий». Например, в Евангелии от Иоанна 5: 16—18:

И стали Иудеи гнать Иисуса и искали убить Его за то, что Он делал такие дела в субботу. Иисус же говорил им: Отец Мой доныне делает, и Я делаю. И еще более искали убить Его Иудеи за то, что Он не только нарушал субботу, но и Отцем Своим называл Бога, делая Себя равным Богу.
— Ин. 5:16—18

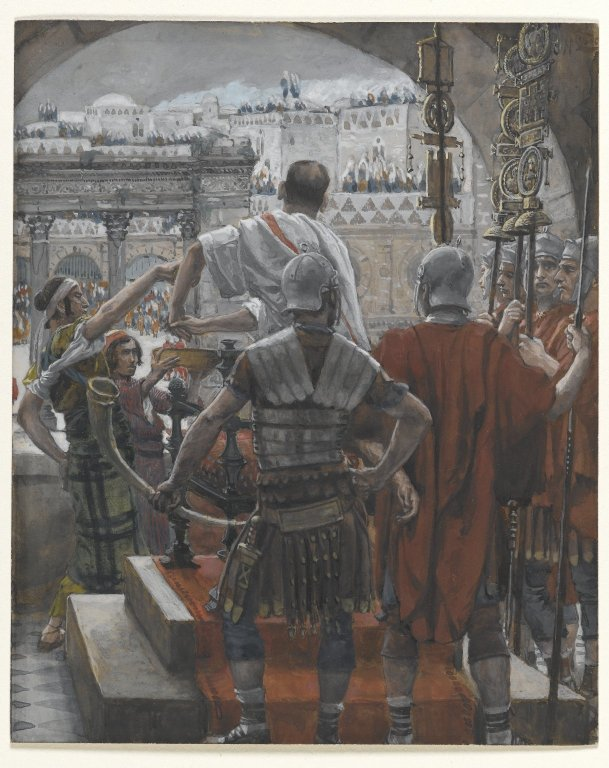
Пилат умывает руки, Джеймс Тиссо, между 1886 и 1894

В примечании к переводу Иоанна 18:31 в версии для учёных семинара Иисуса добавлено: «Это незаконно для нас: точность этого утверждения сомнительна». Отмечается, например, что еврейские власти несут ответственность за побивание камнями Стефана Первомученника согласно Деяниям апотолов 7:54 и Иакова Праведного согласно Иудейским древностям Иосифа Флавия без согласия правителя. Однако Иосиф Флавий отмечает, что казнь Иакова произошла, когда недавно назначенный губернатор Люцей Альбинус находился в пути, чтобы вступить в должность. Также в Деяниях говорится, что побивание камнями произошло в форме, похожей на линчевание, в результате публичной критики Стефаном евреев, отказавшихся верить в Иисуса.

### Историчность Вараввы
Библеисты Бенджамин Уррутиа и Хайам Маккоби ставят под сомнение не только историчность утверждения о проклятии крови в Евангелии от Матфея, но и существование Вараввы. Эта теория основана на том факте, что полное имя Вараввы было дано в ранних писаниях как Иисус Варавва, что буквально означает Иисус, сын отца. Теория состоит в том, что это имя первоначально относилось к самому Иисусу, и что, когда толпа попросила Пилата освободить «Иисуса, сына отца», они имели в виду самого Иисуса, как это также предположил Питер Крессвелл. Теория предполагает, что дальнейшие подробности о Варавве являются исторической фикцией, основанной на недоразумении. Теория оспаривается другими учёными.

### Первое послание Павла к Фессалоникийцам
Первое послание к Фессалоникийцам также содержит обвинения евреев в богоубийстве:

Ибо вы, братия, сделались подражателями церквам Божиим во Христе Иисусе, находящимся в Иудее, потому что и вы то же претерпели от своих единоплеменников, что и те от Иудеев, которые убили и Господа Иисуса и Его пророков, и нас изгнали, и Богу не угождают, и всем человекам противятся, которые препятствуют нам говорить язычникам, чтобы спаслись, и через это всегда наполняют меру грехов своих; но приближается на них гнев до конца.
— 1Фес. 2:14—16
По словам Джереми Коэна:

Ещё до появления Евангелий апостол Павел (или, что более вероятно, один из его учеников) изображал иудеев убийцами Христа… Но хотя Новый Завет ясно рассматривает евреев как ответственных за смерть Иисуса, Павел и евангелисты ещё не осудили всех евреев по самому факту их еврейства как убийц сына Божьего и Мессии. Это осуждение, однако, вскоре последовало.

### Гомилия «О Пасхе»
Определение казни Иисуса в качестве богоубийства впервые читается в 167 году н. э., в гомилии «О Пасхе», атрибутируемой четыренадесятидневнику Мелитону Сардийскому. Гомилия, предположительно, была составлена в интересах небольшой христианской группы в Сардах, где проживала процветающая еврейская община, имевшая хорошие отношения с греками. В тексте делается заявление, которое, по-видимому, превратило обвинение в том, что евреи убили собственного Мессию, в обвинение в том, что евреи убили самого Бога:

Тот, кто подвесил землю на место, повешен (на кресте); тот, кто закрепил небеса, был прикреплён (к кресту); тот, кто связал вселенную, был привязан к дереву; Государя оскорбили; Бог был убит; царь Израиля был предан смерти израильской десницей (строки 95-96).
Автор, предположительно, был первым писателем в традиции Лукана-Павла, который недвусмысленно обвинил евреев в богоубийстве. В этом тексте сказано, что евреи позволили царю Ироду и первосвященнику Каиафе казнить Иисуса, несмотря на то, что они были призваны народом Божьим, то есть оба были евреями. Сказано: «Не знал ты, о Израиль, что Он первенец Божий». Автор не возлагает особой вины на Понтия Пилата, а лишь упоминает, что Пилат умыл руки.

### Проповеди Иоанна Златоуста и Петра Хрисолога
Иоанн Златоуст (ок. 347—407), один из отцов ранней церкви, служивший архиепископом Константинополя, известен антисемитскими идеями, собранными в его гомилиях, таких как серия гомилий «Adversus Judaeos» (дословно — «против евреев»). Обвинение в еврейском богоубийстве было краеугольным камнем его теологии. Он стал первым, кто использовал термин богоубийство, и первым христианским проповедником, который применил термин богоубийство к евреям коллективно. Он считал, что для виновников этого «богоубийства» нет возможности искупления, прощения или снисхождения. Первое упоминание латинского слова deicida встречается в латинской проповеди Петра Хрисолога (ок. 380 — ок. 450). В латинском варианте сказано: «Iudaeos [invidia]… fecit esse deicidas» — «[зависть] сделала евреев богоубийцами».

## Литургия

### Восточное христианство
В литургии Страстной пятницы Православной церкви, а также в католических церквях византийского обряда используется выражение «нечестивый и беззаконный народ». Литургия Великого четверга включает в себя то же песнопение, что и после одиннадцатого евангельского чтения, но также говорит об «убийцах Божиих, беззаконном народе иудейском» и, касаясь «собрания иудейского», приводит молитву: «…а Тебя, Праведника, осудили, обвинение в убийстве получив в удел. Но воздай им, Господи, воздаяние их, ибо тщетное против Тебя замыслили» («…и҆ тебѐ, првⷣнаго, ѡ҆сꙋ́диша, скве́рнагѡ ᲂу҆бі́йства грѣ́хъ наслѣ́довавше. Но да́ждь и҆̀мъ, гдⷭ҇и, воздаѧ́нїе и҆́хъ, ꙗ҆́кѡ тще́тнымъ на тѧ̀ поꙋчи́шасѧ»).
В марте 1993 года в Афинах состоялась встреча православных священнослужителей с раввинами, на которой обсуждался вопрос антииудейских материалов в литургических текстах православной церкви. Это событие вызвало резкую негативную реакцию у православных фундаменталистов, которые увидели в этом святотатство и признак апостасии.

### Западное христианство
Схожая литургия, но без конкретного упоминания евреев, содержится в Импроперии, разделе мессы на Страстную пятницу в рамках римского обряда Католической церкви. Молитва Страстной пятницы для евреев традиционно призывала к обращению «неверных» и «слепых» евреев, но эта формулировка была исключена после Второго Ватиканского собора.
В Англиканской церкви Книга общих молитв 1662 года содержит аналогичную молитву для «евреев, турок, неверных и еретиков», используемую в Страстную пятницу, хотя в ней не упоминается какая-либо ответственность за смерть Иисуса. Версии Импроперия также появляются в более поздних текстах, таких как англиканский молитвенник 1989 года Англиканской церкви Южной Африки, обычно называемый «Торжественное поклонение Христу распятому» или «Упрёки».

## Позднейшая дискуссия

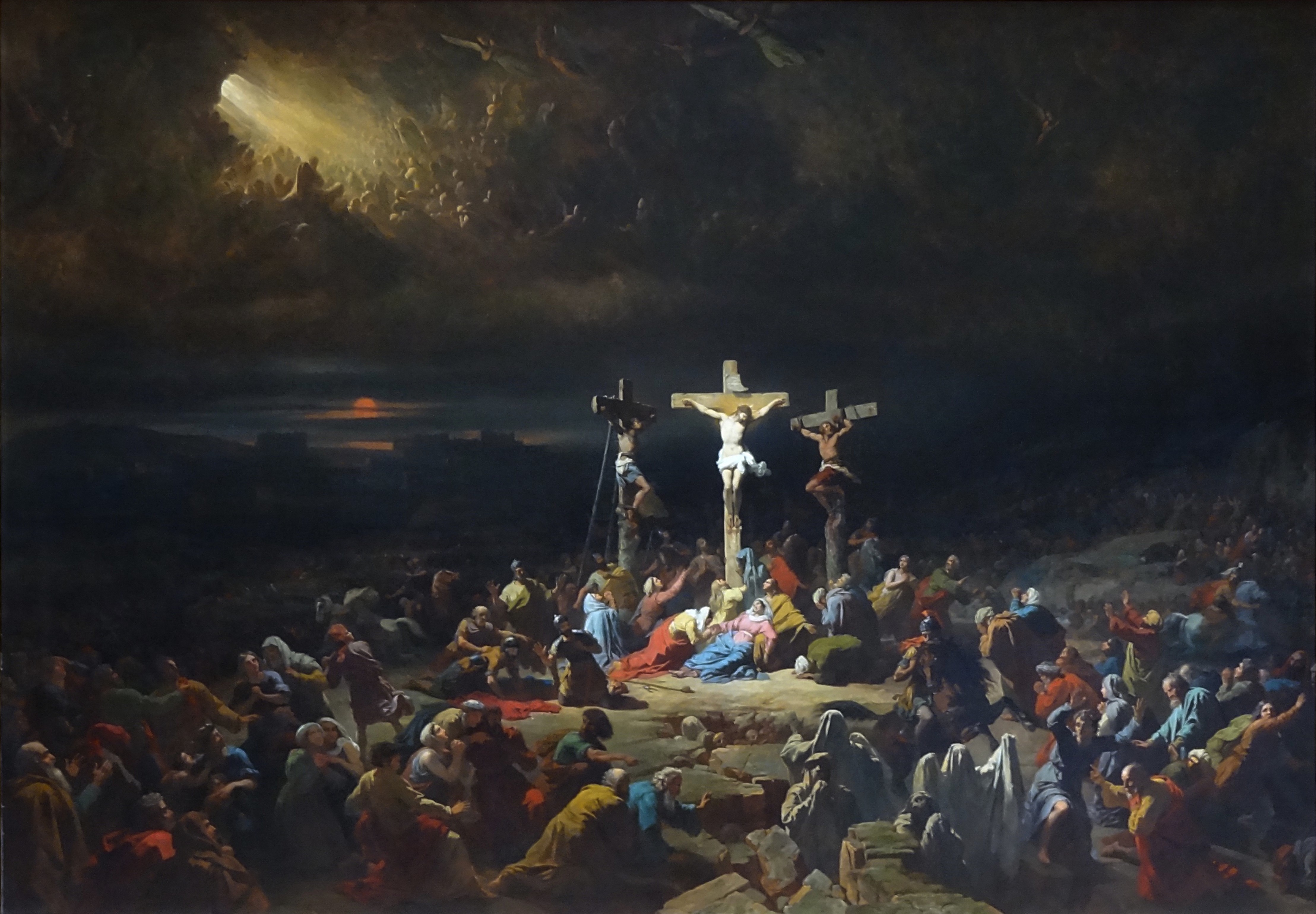
Последний вздох Христа,, 1840

Достоверность соучастия евреев в смерти Иисуса и точность его изображения в евангельских повествованиях активно обсуждалась в последние десятилетия. Мнения варьировались от отрицания ответственности евреев до веры в обширную вину евреев. По словам иезуитского исследователя Дэниела Харрингтона, еврейские и христианские исследователи сходятся во мнении, что ответственными следует считать не еврейский народ, а только, предположительно, первосвященников того времени из Иерусалима и их соучастников. Многие учёные рассматривают историю о страстях как попытку снять вину с Пилата и возложить её на иудеев, что могло быть в то время политически мотивированным. Предполагается, что Пилат приказал распять Иисуса чтобы, например, избежать беспорядков. Некоторые учёные считают, что синоптические свидетельства совместимы с традициями Вавилонского Талмуда. В трудах Маймонида, средневекового сефардского философа, упоминается о повешении некоего Иисуса накануне Пасхи. Маймонид считал Иисуса еврейским ренегатом, восставшим против иудаизма; религия велела убить Иисуса и его учеников; христианство было религией, связанной с его именем в более поздний период. В отрывке, часто подвергавшемся цензуре в традиционных изданиях из-за опасений, что он может спровоцировать рост антисемитских настроений, Маймонид писал об «Иисусе из Назарета, который вообразил себя Мессией и был предан смерти по решению суда» («бейт-дина»). Позицию Маймонида в недавнее время поддержал раввин Цви Иегуда Кук, который отстаивал идею еврейской ответственности и считал отвергающих её льстецами.

## Отказ от концепции
После Второй мировой войны и Холокоста Жюль Исаак, французско-еврейский историк, переживший Холокост, сыграл значительную роль в документировании антисемитских традиций, существовавших в мышлении, наставлениях и литургии Католической церкви. Движение по составлению официального документа об отказе от концепции богоубийства набрало обороты после того, как Исаак получил частную аудиенцию у папы Иоанна XXIII в 1960 году. На Втором Ватиканском соборе (1962—1965) при папе Павле VI Католическая церковь издала декларацию «Nostra aetate» («В наше время»), в которой среди прочего отвергалась вера в коллективную вину евреев за распятие Иисуса. «Nostra aetate» утверждает, что, хотя упомянутые в Евангелиях представители еврейских властей и их последователи призывали к смерти Иисуса, вина за случившееся не может быть возложена на всех евреев, живших в то время, и евреи в наше время также не могут быть признаны виновными. В декларации нет явного упоминания Матфея 27: 24-25, а только Иоанна 19:6.
16 ноября 1998 года Церковный совет Евангелическо-лютеранской церкви в Америке принял резолюцию, подготовленную его Консультативным советом по лютеранско-еврейским отношениям, которая призвала любую лютеранскую церковь, поставившую Пасхальную пьесу, придерживаться её Руководства по лютеранско-еврейским отношениям. Согласно резолюции, «Новый Завет… не должен использоваться в качестве оправдания враждебности по отношению к современным евреям», и «вина в смерти Иисуса не должна возлагаться на иудаизм или еврейский народ».
Папа Бенедикт XVI также отверг обвинение евреев в богоубийстве в своей книге 2011 года «Иисус из Назарета», в которой он истолковал термин «охлос» в Евангелии от Матфея как означающий «толпу», а не еврейский народ.